# Мортен Аск
Мортен Аск (норв. Morten Ask; 14 травня 1980, м. Осло, Норвегія) — норвезький хокеїст, центральний нападник. Виступає за «Волеренга» (Осло) у ГЕТ-лізі. 

## Ігрова кар'єра
Вихованець хокейної школи «Волеренга» (Осло). Виступав за ХК «Фурусет», «Волеренга» (Осло), «Ларедо Бакс» (CHL), «Толедо Сторм» (ECHL), «Лас-Вегас Ренглерс» (ECHL), СайПа (Лаппеенранта), «Юргорден» (Стокгольм), ХК «Дуйсбург», «Нюрнберг Айс-Тайгерс», ГВ-71 (Єнчопінг). 
У складі національної збірної Норвегії учасник зимових Олімпійських іграх 2014 (4 матчі, 0+0), учасник чемпіонатів світу 2001, 2002 (дивізіон I), 2005 (дивізіон I), 2006, 2007, 2008, 2009, 2011, 2012, 2013, 2014 і 2015 (66 матчів, 15+29). У складі молодіжної збірної Норвегії учасник чемпіонатів світу 1997 (група B) і 1999 (група B). У складі юніорської збірної Норвегії учасник чемпіонату Європи 1997 (група B).

## Досягнення
- Чемпіон Норвегії (3): 1999, 2001, 2005.